# Weißmainfelsen

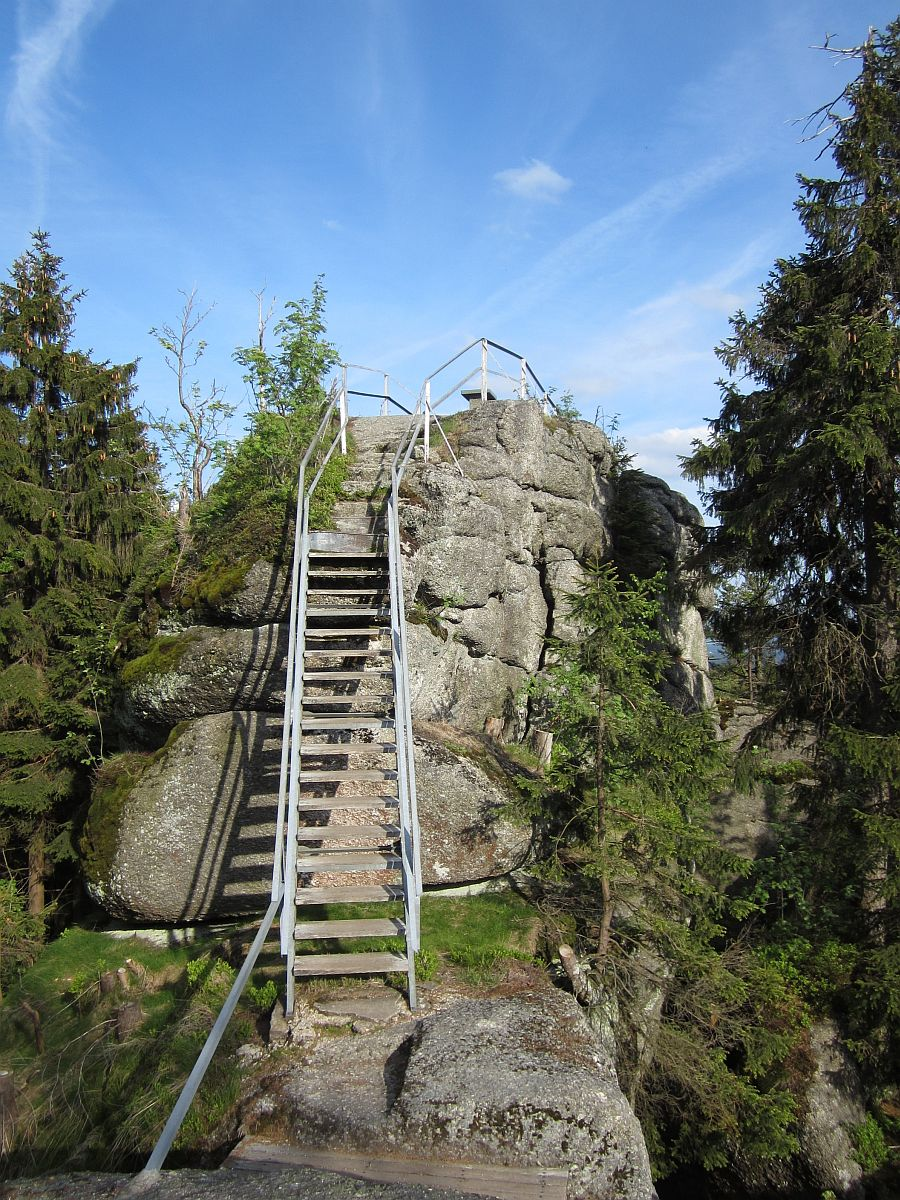
Treppe auf dem Weißmainfelsen

Die Weißmainfelsen sind eine mächtige Granit-Felsengruppe am Osthang des Ochsenkopfes im Hohen Fichtelgebirge (Nordostbayern). Der höchste Punkt liegt auf einer Höhe von 929 m. Die Felsen bestehen aus von Wollsackverwitterung geprägtem Kerngranit und sind ein geschütztes Naturdenkmal.

## Touristische Erschließung
Die Weißmainfelsen liegen an den Wanderwegen Mittelweg und Quellenweg des Fichtelgebirgsvereins. Zu erreichen ist der Aussichtspunkt auch auf dem Goetheweg, der von Karches (Ortsteil der Gemeinde Bischofsgrün) zu den Felsen führt.
Auf den Aussichtsfelsen führen seit 1878 Steinstufen und Treppen, es besteht eine beschränkte Aussicht zum Großen Waldstein, auf den Schneeberg, zur Kösseine und zu den Basaltkegeln bei Kemnath. Eine aus Ochsenkopf-Proterobas hergestellte Übersichtstafel erleichtert die Orientierung.

## Ehemaliges Bergwerk
An der Nordostseite des Felsens sollen Reste eines Bergwerksschachtes, nach den Venetianern Venedigerstollen genannt, vorhanden sein. Bei der Felsengruppe westlich in Richtung Weißmainquelle befindet sich eine kleine Felsenhöhle.

## Name
Der Name der Felsengruppe wurde früher „weisen Männern“, den Druiden zugeordnet, weshalb man ihn „Weißmannsfelsen“ nannte. Er steht aber in Zusammenhang mit der nahegelegenen Quelle des Weißen Mains.

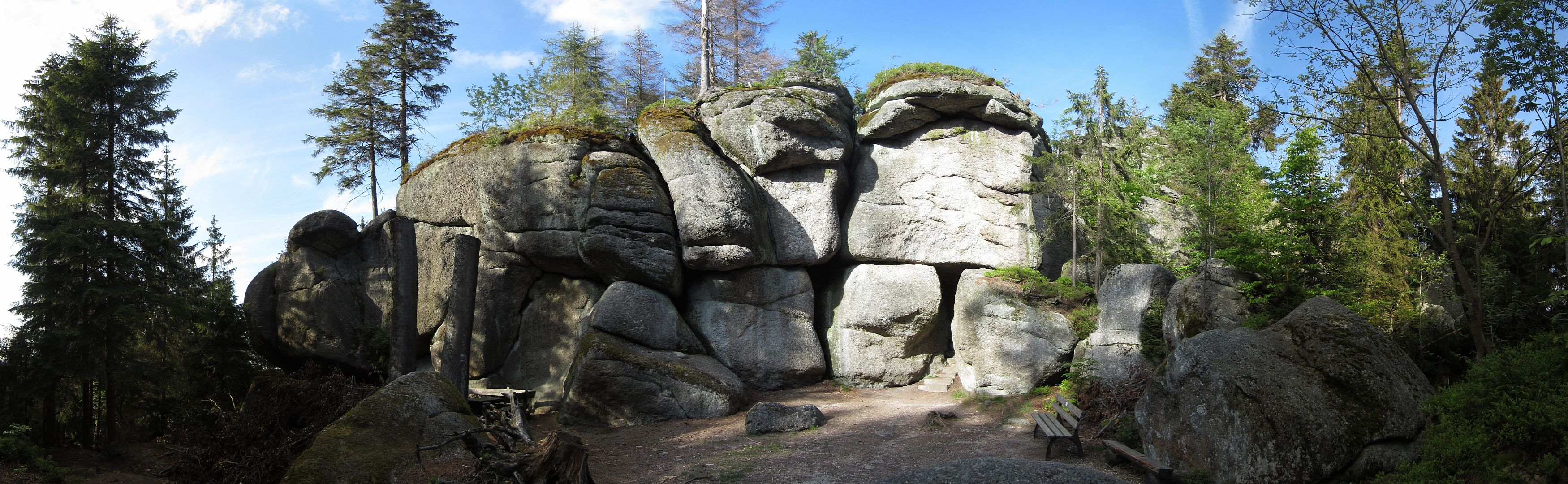
Panoramabild des Weißmainfelsens